# 佐濟夫 (里夫內區)
50°40′46″N 26°12′55″E / 50.67944°N 26.21528°E
佐濟夫（烏克蘭語：Зозів），是烏克蘭西北部里夫内州里夫内区什帕尼夫市鎮的村落。始建於1640年，面積0.19平方公里，海拔高度188米，2001年人口242，人口密度每平方公里1,273.7人。